# Diario de la Marina (Madrid)
Diario de la Marina fue un periódico editado en la ciudad española de Madrid en los siglos XIX y XX.

## Descripción
El periódico, que se publicó en Madrid en los siglos XIX y XX, tenía por director en 1903 a José Rodríguez Trujillo, que también era copropietario. Entre sus firmas figuraron las de Ramiro Blanco, Celestino Blanch y Botey, Manuel Cañete, Santiago Casanova Patrón, Fernando Costa, Francisco Javier de la Cruz, Manuel Díaz y Rodríguez, Isabel Escandón de Marassi, Manuel Falcón y Segura, Fernando Fernández de Rodas, Ángel Gorostidi, Alejandro Larrubiera, un M. Lozano Casado, Suceso Luengo, Pedro Novo y Colson, Nicolás Pardo Pimentel, José Ricart Giralt, el propio Rodríguez Trujillo, Miguel Sánchez de las Matas y Antonio de Vivar. Se seguiría publicando hasta al menos 1932.